# Camilo de Ibi
Camilo de Ibi (Ibi, provincia de Alicante, 12 de agosto de 1872 - Perijá, Colombia, 24 de octubre de 1927) fue un sacerdote capuchino, misionero y escritor español.
A los 16 años vistió el hábito de san Francisco de Asís en la Provincia Capuchina de Valencia. En 1913 marchó a la misión de la Guajira colombiana, donde desplegó un extraordinario y fructífero apostolado. Fue allí director de la revista Ecos de la Misión (1913-1917); fue asimismo asiduo colaborador de Florecillas de San Francisco, donde publicó numerosas e interesantes crónicas misionales. La mayor gloria del P. Camilo de Ibi como misionero fue el trabajo que realizó, aun con peligro de la vida, entre los indios motilones de la región colombiana, a los que estuvo plenamente consagrado desde 1918 hasta su muerte acaecida en Perijá (Colombia) el 24 de octubre de 1927.
Entre sus escritos hay que destacar: Curiosos datos etnográficos y expedición a la Sierra de Motilones, Bogotá, 1919.